# Rheinbrücke Hemishofen
Die Rheinbrücke Hemishofen ist eine Brücke, die in der Schweiz bei Hemishofen den Rhein überspannt. Die Strassenbrücke mit zwei Fahrstreifen und einem Geh- und Radweg stammt aus dem Jahr 1980. Sie überführt die Hauptstrasse 332, die im Kanton Schaffhausen an der deutsch-schweizerischen Landesgrenze bei Ramsen SH beginnt und an der Hauptstrasse 13 im Kanton Thurgau endet. Das Bauwerk ist parallel zur historischen Eisenbahnbrücke stromaufwärts angeordnet.

## Geschichte

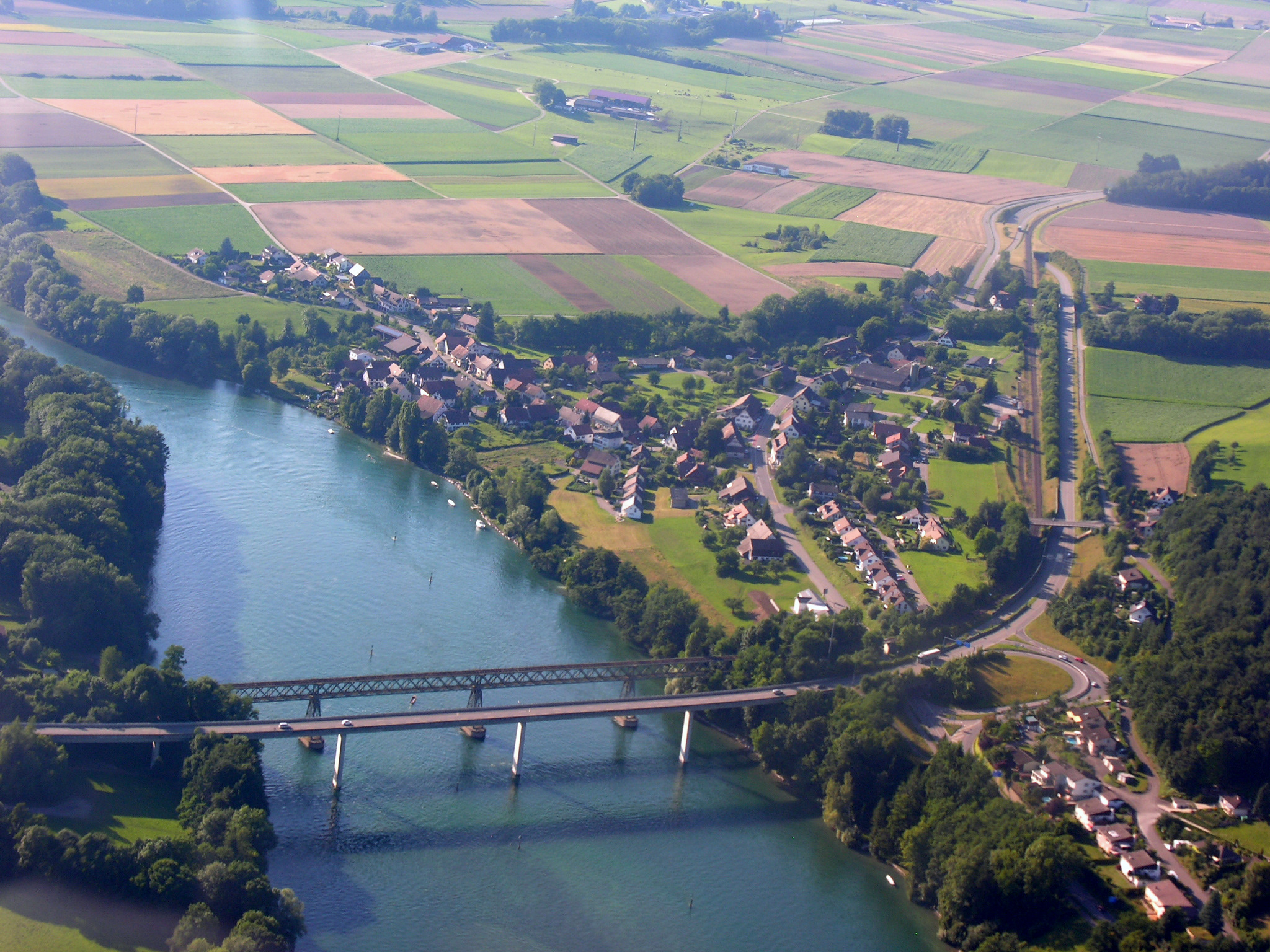
Sicht von Osten

Erste Überlegungen bezüglich eines Rheinübergangs für den Strassenverkehr bei Hemishofen gab es 1933, zehn Jahre später existierten Planungen für eine Strasse nördlich der Bahnstrecke. Im Jahr 1968 folgte durch den Kanton Schaffhausen die Vorlage des Strassenbauprojektes mit der Umfahrung von Hemishofen und einer neuen Rheinbrücke zum Anschluss an das linksrheinische Strassennetz. Unter anderem sollte dadurch die Rheinbrücke von Stein am Rhein vom Durchgangsverkehr entlastet werden. Der zurückgestellte Bau der damaligen Europastrasse 70 (später in Europastrasse 41 umnummeriert) mit einer neuen Rheinbrücke im Schaaren bei Diessenhofen liess außerdem eine Verkehrszunahme erwarten. Trotz Widerstände vor Ort, aufgrund der zu erwartenden Verkehrsbelastungen, stimmte das Volk dem Verkehrsprojekt mit einer Rheinbrücke oberhalb der bestehenden Eisenbahnbrücke Ende 1976 zu.
Ein öffentlicher Projektwettbewerb für die neue Rheinbrücke bei Hemishofen wurde veranstaltet, wobei das Ingenieurbüro Wüst, Stucki und Hofacker aus Schaffhausen/Zürich mit dem ersten Preis ausgezeichnet wurde. Die Brücke sollte möglichst leicht und transparent sein. Die Balkenkonstruktion und Stellung der schlanken Flusspfeiler wurde in Bezug zur alten Eisenbahnbrücke gewählt. Im Januar 1978 begann der Brückenbau. Am 30. August 1980 fand die Einweihungsfeier von Brücke und Umfahrung statt. Die Baukosten betrugen 8,4 Millionen Franken.

## Konstruktion
Das Bauwerk besteht aus einer 345 m langen Spannbetonkonstruktion mit fünf Feldern. Es weist in Längsrichtung einen Durchlaufträger als Bauwerkssystem auf. Die Stützweiten betragen von Nord nach Süd 67,0 m, 2 × 75,0 m, 71,0 m und 57,0 m. In Querrichtung ist ein einzelliger Hohlkastenquerschnitt mit einer Bodenplattenbreite von 4,5 m und einer Fahrbahnplattenbreite von 12,1 m vorhanden. Die Konstruktionshöhe des Überbaus ist konstant 3,25 m.
Die Pfeiler mit oberen Aussenabmessungen von 4,56 × 2,0 m besitzen einen massiven Stahlbetonquerschnitt. Sie weisen bezogen auf das Niedrigwasser eine Höhe von 23 m auf, die Querschnittsbreite nimmt mit der Höhe im Verhältnis 1:40 ab. Die Gründung der Pfeiler besteht aus je sechs Bohrpfählen mit 1,5 m Durchmesser, 23 m in den Flussuntergrund reichend.
Zur Erschliessung der Baustelle errichtete die bauausführende Arbeitsgemeinschaft von beiden Ufern aus Stege im Rhein. Der 4,8 m breite innere Kasten des Überbaus wurde mit einer Vorschubrüstung hergestellt, für die zusätzliche Hilfspfeiler im Rhein notwendig waren. Die Herstellung der seitlich überstehenden Fahrbahnplatte folgte anschliessend mit einem
sogenannten Konsolwagen.